# David T. Little
David T. Little (Blairstown, New Jersey, 25 d'octubre, 1978), és un compositor, productor discogràfic i bateria nord-americà nominat als Grammy conegut per les seves obres operístiques, orquestrals i de cambra, sobretot les seves òperes JFK, Soldier Songs i Dog Days, que va ser nomenada com una òpera destacada de les últimes dècades pel New York Times. És el director artístic de Newspeak, un conjunt amplificat de vuit peces que explora els límits entre el rock i la música clàssica, i és el director de la facultat de composició de l'Escola de Música de Mannes.

## Biografia
Va créixer a Blairstown, Nova Jersey, Little va assistir a la "North Warren Regional High School", on va actuar en musicals escolars.
La música de Little s'ha interpretat arreu del món —incloent-hi a Dresden, Londres, Leipzig, Edimburg, Zuric, San Francisco, Chicago, Los Angeles, Mont-real i als festivals Tanglewood, Aspen, MATA, Cabrillo i Holland— per intèrprets com London Sinfonietta, Alarm Will Sound, eighth blackbird, So Percussion, Wild Up, Quartet Courage, Wild Up, Ensemble NPRI Simfònica, Third Coast Percussion, Beth Morrison Projects, Peak Performances, American Opera Projects, New York City Opera, Grand Rapids Symphony i Baltimore Symphony Orchestra amb Marin Alsop. Ha rebut premis i reconeixements de l'"American Academy of Arts and Letters", la "Mid Atlantic Arts Foundation", "Meet The Composer", l'"American Music Center", la "Harvey Gaul Competition", BMI i ASCAP, i ha rebut encàrrecs de Carnegie Hall, Kronos Quartet, Maya Beiser, Baltimore Symphony, Albany Symphony World Symphony Ensemble, New Pitt World Orchestra, New York Michigan i el programa Vocal Arts de Dawn Upshaw al "Bard College Conservatory of Music", entre d'altres.
Els projectes recents inclouen les òperes JFK (Thaddeus Strassberger, director; Royce Vavrek, llibretista) i Dog Days (Robert Woodruff, director; Royce Vavrek, llibretista). Haunt of Last Nightfall per a "Third Coast Percussion", "AGENCY", encarregat pel Kronos Quartet com a part de la seva temporada del 40è aniversari, Ghostlight, ritual per a sis jugadors per a la vuitena merla, vestit amb amulets màgics, fosc, de My feet per a les forces combinades de The Crossing i "International Contemporary Ensemble". Les properes obres inclouen: una nova obra per a la London Sinfonietta, l'obra de teatre Black Lodge, amb un llibret de la llegendària poeta de Outrider, Anne Waldman, un nou treball que s'està desenvolupant com a part del programa d'obres del Metropolitan Opera i del "Lincoln Center Theatre" i diversos projectes no anunciats. Little's and the sky still was there va ser llançat Outerborough de Todd Reynold, a Innova Records. Hellhound, encarregat per Maya Beiser per a les seves gires "All Vows" i "Uncovered", ha estat inclòs al seu àlbum TranceClassical.
Little és llicenciat per la Universitat de Susquehanna (2001), la Universitat de Michigan (2002) i la Universitat de Princeton (PhD, 2011), i els seus professors principals han inclòs Osvaldo Golijov, Paul Lansky, Steven Mackey, William Bolcom i Michael Daugherty. Ha ensenyat música a la ciutat de Nova York a través del programa Musical Connections del Carnegie Hall, va ser el primer compositor digital en residència per a DilettanteMusic.com, amb seu al Regne Unit. És fundador de la venda anual de "New Music Bake Sale" i va exercir com a director executiu del Festival MATA de Nova York des del 2010 fins al 2012. Entre el 2014 i el 2017 va exercir com a compositor resident a l'Òpera de Filadèlfia i al Music-Theater Group, i des del 2015 a la facultat de composició de l'escola de música de Mannes. Ciutat. La seva música està publicada per Boosey & Hawkes.
Composicions

Obres Escèniques

Soldier Songs: una obra multimèdia de 60 minuts per a baríton i septet amplificat composta l'any 2006, l'òpera Soldier Songs explora les percepcions enfront de les realitats d'un soldat, l'exploració de la pèrdua i l'explotació de la innocència i la dificultat d'expressar la veritat de la guerra. Soldier Songs va ser nominat a un premi Grammy a la categoria de millor gravació d'òpera.
Am I Born: l'oratori de 30 minuts per a soprano, cor infantil i orquestra, Am I Born, es va estrenar el 2012 com a part de "Brooklyn Village", un concert multimèdia coproduït i presentat per la Brooklyn Philharmonic, Brooklyn Youth Chorus i Roulette. Alan Pierson va dirigir la Brooklyn Philharmonic, la soprano Mellissa Hughes i membres tant del Brooklyn Youth Chorus com del Young Men's Ensemble de BYCA. Una nova versió SATB de l'obra va ser encarregada i estrenada per Julian Wachner i "The Choir of Trinity Wall Street" el 2019 com a part del "Prototype Festival".
Vinkensport, o The Finch Opera: encarregada i estrenada l'any 2010 pel Bard College Conservatory of Music, Vinkensport o The Finch Opera és una comèdia operística en un acte sobre l'esport popular flamenc dels pinsans asseguts. La peça es va presentar posteriorment al VOX: Contemporary Opera Lab de l'Òpera de Nova York, i va ser posada en escena per la soprano Lauren Flanigan al Conservatori Shenandoah. Una nova versió de cambra de l'òpera va ser encarregada per Opera Saratoga el 2018, i es va convertir en una pel·lícula per Houston Grand Opera el 2020.
Dog Days: la primera col·laboració de llarga durada amb Royce Vavrek va donar lloc a l'òpera en tres actes Dog Days que es va estrenar a "Peak Performances @ Montclair State" en associació amb "Beth Morrison Projects" el 29 de setembre de 2012, en una posada en escena del director Robert Woodruff. L'obra va protagonitzar Lauren Worsham com a Lisa, una noia de 13 anys que es fa amiga d'un home amb un vestit de gos que demana restes durant un escenari de guerra post-apocalíptic. Ronni Reich, de The Star-Ledger, va escriure sobre la partitura de Little: 
| « | "La música de Little bateja, amb una inspiració de heavy rock fosc, èpica i caòtica que es reuneix amb línies vocals gemades... és estilístic-ament diversa però convincent, fusionant una impecable escriptura vocal clàssica, heavy metal i teatre musical." | » |

La peça va començar com un encàrrec del Carnegie Hall quan Little va ser escollit per compondre una obra de teatre musical de 20 minuts com a part del taller de Dawn Upshaw i Osvaldo Golijov en col·laboració amb cantants del Bard Conservatory. Alan Pierson, el director de l'actuació a Zankel Hall, va tornar per dirigir Neolengua per a la producció d'estrena mundial a Nova Jersey.
JFK: Little's follow-up to Dog Days amb el llibretista Royce Vavrek és una gran òpera encarregada per Fort Worth Opera, "American Lyric Theatre" i Opéra de Montréal que se centra en la nit anterior a l'assassinat de John F. Kennedy el 1963. JFK es va estrenar a Fort Worth, Texas, l'abril de 2016. Més tard va viatjar a l'Òpera de Mont-real el 2018 i va rebre la seva estrena europea al "Staattheater Augsburg" el 2019.
Black Lodge: primera col·laboració entre Little i la poeta Anne Waldman, Black Lodge és una òpera industrial en tres parts. Creat per a la banda de rock Timur i el Dime Museum, va ser encarregat i produït per Beth Morrison Projects, i es va estrenar l'octubre de 2022 a l'Òpera de Filadèlfia en una producció cinematogràfica dirigida per Michael Joseph McQuilken. Black Lodge va rebre una nominació al premi Grammy 2024 a la categoria de millor gravació d'òpera. La seva estrena europea va tenir lloc al Festival O. de 2024 a Rotterdam, com a destinatari del Concurs Music Theatre Now de 2023.
SIN-EATER: una "grotesqueria ritual" per a 24 veus i quartet de corda, SIN-EATER va ser encarregat i estrenat per "The Crossing" a "Penn Live Arts" el setembre de 2023, dirigit per Donald Nally. A partir dels relats històrics del menja-pecat com una manera d'explorar les desigualtats socials en la cultura contemporània, el llibret va ser dissenyat pel compositor a partir de textes de Jean Anthelme Brillat-Savarin, Stephen Crane, Wilfred Owen, Harold McGee, Anne Elizabeth Moore, Jonathan Swift, Claude McKay i altres. Utilitzant "transicions i juxtaposicions estres-sants", es va anomenar SIN-EATER, "un examen ampli, matisat i sovint profundament inquietant de com alguns membres de la societat es veuen obligats a absorbir la toxicitat i el terror perquè altres puguin viure lliures i il·lesos".
What Belongs to You: What Belongs to You és una adaptació operística de la novel·la de Garth Greenwell, encarregada per "Alarm Will Sound" i el "Modlin Center for the Arts". Amb partitura per a tenor solista i una orquestra de setze músics, l'obra es va estrenar el setembre de 2024 al Modlin Center for the Arts de la Universitat de Richmond, protagonitzada per Karim Sulayman i dirigida per Mark Morris.
Obres orquestrals i de gran conjunt
- 1986 (2018) per a orquestra de corda
- The Conjured Life (2017) per a orquestra
- vestit amb amulets màgics, fosc, de My feet (2016) per a cor i conjunt
- HAUNTED TOPOGRAPHY (2013) per a orquestra
- Cridador! - un desenfocament de tres timbres per a orquestra (arr. 2013) per a orquestra de cambra
- CHARM (2011) per a orquestra
- RADIANT CHILD (2011) concertino per a percussió i orquestra de cambra
- Haunted topography (2011) per a sinfonietta
- Conspiracy Theory (2010) per a big band
- The Closed Mouth Speaks (2009) per a baríton i orquestra
- East Coast Attitude (2006) per a banda simfònica
- Immolation (2003) - per a orquestra
- Recursos naturals valuosos (2004) per a sinfonietta
- com hem arribat fins aquí (quarta evolució) (2003) per a tretze jugadors
- Cridador! - un desenfocament de tres timbres per a orquestra (2002) per a orquestra

Obres de cambra i solistes

- A Bliss of Birds (2022) per a clarinet sol
- Hang Together (2022) per a piano sol
- out here beyond the world (2021) per a clarinet sol
- The Crocus Palimpsest (2021) per a violoncel sol
- the earthen lack (2017) suite per a violoncel sol
- Accumulation of Purpose (2017) sis estudis per a piano sol
- Elegy (monsters are real) (2016) per a piano sol
- Ghostlight - ritual per a sis jugadors (2015) per a sextet
- Hellhound (2013) per a violoncel sol, baix, bateria i electrònica
- AGENCIA (2013) per a quartet de corda i electrònica
- and the sky was still there (2012) versió per a violoncel elèctric i reproducció
- Haunt of Last Nightfall (2010) per a quartet de percussió i electrònica
- raw power (2010) per a quartet de saxos
- i el cel encara hi era (2010) per a violí elèctric i reproducció
- 1986 (2009) per a quartet de corda
- Musik für den Schultheiß (2006/2009) per a quartet de corda
- Shock Doctrine (2009) per a tambor solista
- Spalding Gray (2008) per a flauta, clarinet, piano, elèctric, contrabaix
- sweet light crude (2007) per a soprano i conjunt
- Tricky Bits (2007) per a banda de rock
- Music for The Musical Illusionist (2007) per a quartet de corda i electrònica
- Three Sams (estudis) (2007) per a percussió solista
- oh Gott, és regnet (2006) per a quartet de guitarra elèctrica
- Red Scare Sketchbook (2005) per a saxo i percussió
- Proletariat elèctric (2005) per a Neolengua
- descanso (en espera) (2004-2005) per a flauta, clarinet, violí, violoncel, percussió
- descanso (després de l'omega) (2004) per a clarinet sol i conjunt
- Speak Softly (2004) per a quatre percussionistes que toquen pals de diferent grossa
- per Amos (2004) per a trio de piano
- Trio de piano (2003-2004)
- Sunday Morning Trepanation (2002) per a quartet mixt i reproducció
- esperança en els proles (2002) per a sextet

Obres vocals
- SIN-EATER (2023) - per a cor (doble sintetitzador i percussió) i quartet de corda
- Archaeology (2020) - per a mezzosoprano i quintet de corda - text de Royce Vavrek
- Lliçons (2019) per a baríton i piano - text de Walt Whitman
- call my tongue (2018) per a veu i pista
- Eleven Fragments for the Book of Dreams (2017) per a veu de baríton sol o mezzosoprano - text de Sonja Krefting
- The Three Ravens (2016) per a trio vocal o cor amb instrument baix
- archaeology (2012) per a mezzosoprano veu i piano - text de Royce Vavrek
- Last Nightfall (2011) per a soprano i conjunt – text de Royce Vavrek
- To A Stranger (2010) per a baríton i piano - text de Walt Whitman
- sweet light crude (2007) per a soprano i conjunt
- Songs of Love, Death, Friends and Government (2004) per a soprano, clarinet i violí

## Premis
- 2002 BMI Student Composer Award[35]
- Premi Charles Ives 2003
- 2004 BMI Student Composer Award[36]
- Premi Harvey Bartlett Gaul 2005
- 2006 ASCAP Morton Gould Young Composer Award[37]
- Nominació al premi Grammy 2022 a la millor gravació d'òpera, cançons de soldat
- Premis Internacionals de l'Òpera 2022, llista final a la millor òpera digital, cançons de soldat[38]
- Premi Opera America 2022 a l'excel·lència en òpera digital per a cançons de soldats[39]
- Guanyador del concurs Music Theatre Now 2023, Black Lodge[32]
- Nominació al premi Grammy 2024 a la millor gravació d'òpera, Black Lodge